# Mount McNicoll
Mount McNicoll är ett berg i Kanada.   Det ligger i provinsen British Columbia, i den centrala delen av landet, 3 100 km väster om huvudstaden Ottawa. Toppen på Mount McNicoll är 2 610 meter över havet, eller 346 meter över den omgivande terrängen. Bredden vid basen är 1,9 km.
Terrängen runt Mount McNicoll är huvudsakligen bergig. Trakten runt Mount McNicoll är nära nog obefolkad, med mindre än två invånare per kvadratkilometer.. 
I omgivningarna runt Mount McNicoll växer i huvudsak barrskog.